# Río Unini
El río Unini es un río amazónico, uno de los afluentes del río Negro, que  discurre íntegramente por el estado de Amazonas. Su longitud es de 530 km.

## Geografía
El río Unini nace en la parte central del estado de Amazonas, en una zona muy poco poblada entre el río Amazonas, al sur, y el río Negro, al norte. El río se forma por la confluencia del río Agua-Preta y el río Preto. Discurre en dirección este, en una zona sin ningún asentamiento de importancia. Al llegar a la localidad de Arati, recibe por la derecha al río Pauni. A partir de aquí, el curso del río es el límite septentrional del  Parque nacional del Jaú, y pasa por las localidades de Pombas, donde recibe también por la derecha el río Papagaio, Samaúma y Prosperança, ya en la boca del río Negro.
El Parque nacional del Jaú fue creado en 1980 y en el año 2000, el parque fue inscrito por la UNESCO en la lista del Patrimonio de la Humanidad, con el nombre de «Complejo de Conservación de la Amazonía Central». El río Jaú discurre por el centro del parque, siendo el límite meridional el del río Carabinani. El parque tiene una superficie de 23.779 km².
El río Unini desagua por la derecha en el río Negro, entre el río Jauaperí (izquierda) y el río Jaú (derecha).